# Валамазький бобровий заказник
Валама́зький бобро́вий зака́зник — державний мисливський заказник регіонального значення, що знаходиться в Удмуртії, Росія. Названий через села Валамаз, які знаходяться на межі заказника.
Розташований на півночі Селтинського району та південному заході Красногорського району. На півночі межа проходить від кордону з Кіровською областю через село Сичі до Красногорського села Валамаз, на сході межа продовжується на південь до Селтинського села Валамаз і далі по вузькоколійній залізниці до села Головізнин Язок. Південна межа проходить по річці Кільмезь, далі через лісове господарство Сардицького лісництва. Західна межа проходить від Сардицького лісництва на північ до лісів Валамазького лісництва, далі через село Усть-Сюмсі до кордону з Кіровською областю.
Заказник був утворений 23 жовтня 1963 року.
На території заказника розташовані 2 сільських поселення — Малий Валамаз та Аксеновці Валамазького сільського поселення Селтинського району. Майже вся територія заказника врита хвойними лісами, заплавні території річок болотисті, місцями містяться непрохідні болота. Територією заказника протікає річка Уть та її притоки Чукшець, Турне та Сінепурка.
Фауна заказника характерна для підзони південної тайги, представлена такими тваринами як вивірка звичайна, бобер європейський, щур водяний, видра річкова, горностай, єнотоподібний собака, кабан, куниця лісова, ласка, лисиця звичайна, лось, норка європейська, ондатра, рись, тхір лісовий, ведмідь бурий, борсук європейський, заєць білий та заєць сірий, вовк.